# Polyptychus inconspicuus
Polyptychus inconspicuus är en fjärilsart som beskrevs av Embrik Strand 1912. Polyptychus inconspicuus ingår i släktet Polyptychus och familjen svärmare. Inga underarter finns listade i Catalogue of Life.